# 貝雷日尼察 (日達奇夫市鎮)
49°20′14″N 24°11′5″E / 49.33722°N 24.18472°E

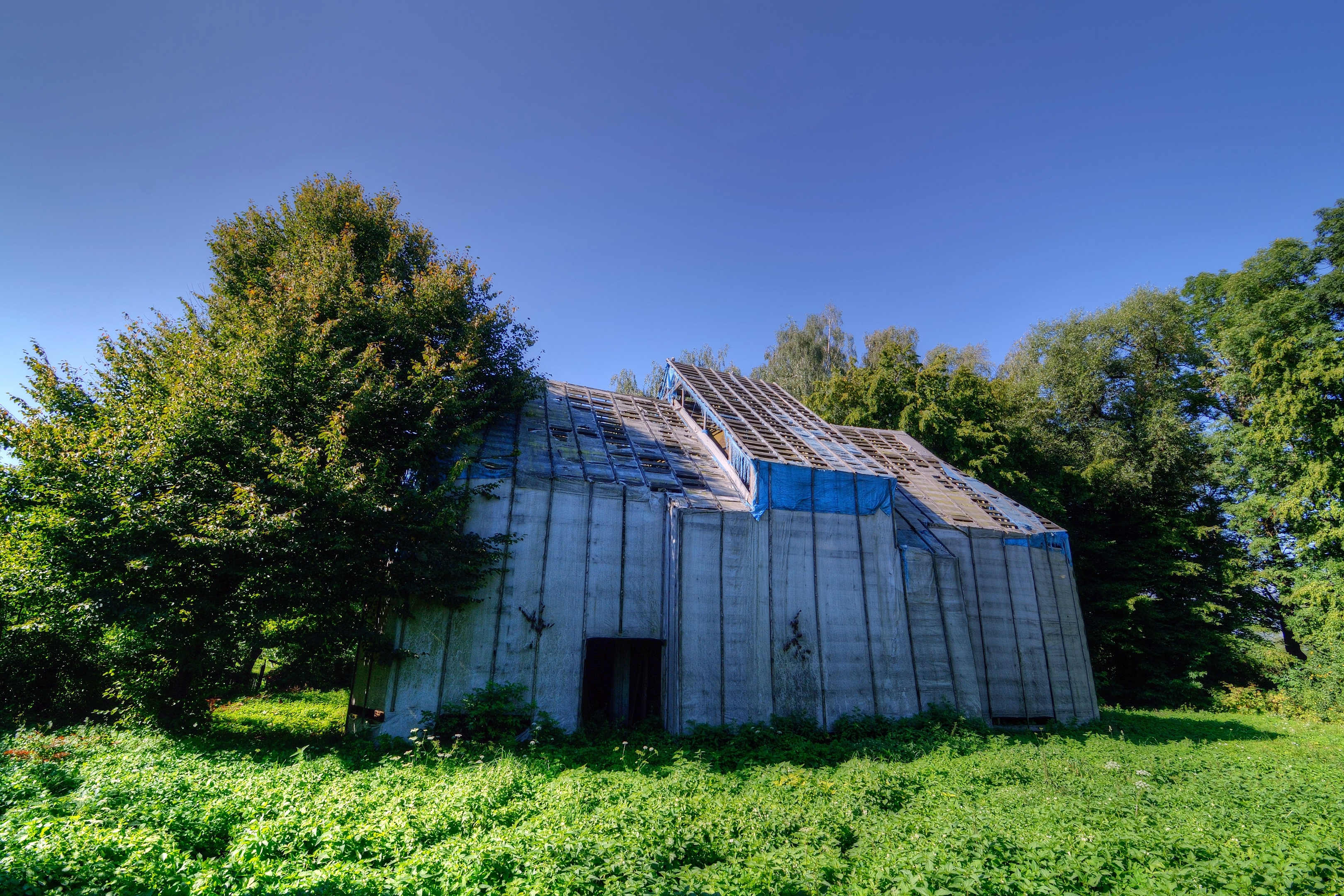

貝雷日尼察（羅馬化：Berezhnytsia）是烏克蘭西部的村莊，隸屬利維夫州的斯特雷區。該村面積1.81平方公里，海拔高度248米，2022年人口1,193，人口密度每平方公里658.75人。